# 圣若昂-杜卡里里
圣若昂-杜卡里里是巴西帕拉伊巴州的一个市镇。总面积701.856平方公里，总人口4715人，人口密度6.7人/平方公里。